# Den kaukaside race
Den kaukaside race (også europide) er en gruppering af mennesker, der historisk set betragtes som et biologisk takson, der omfatter nogle eller alle folk i Europa, Nordafrika, Afrikas Horn, Vestasien, Centralasien og Sydasien. Begrebet har været benyttet i biologisk antropologi for mange folk i disse regioner, uden nødvendigvis at henvise til hudfarve. Det blev introduceret i den tidlige racemodel og i antropometri, begrebet udgør en af tre betegnelser for primære menneskeracer (kaukasid, mongolid og negrid). Flere samfundsvidenskabsfolk har argumenteret for at sådanne analyser er rodfæstet i sociopolitologiske og historiske processer snarere end i empiriske observationer. Til trods for dette så benyttes kaukasoid fortsat som en biologisk klassifikation i retsantropologi.
En nylig genetisk undersøgelse, der blev offentliggjort i "European Journal of Human Genetics - Nature" i 2019, viste, at populationer som vest-asiater (arabere), europæere, nordafrikanere, syd-asiater (indere) og nogle centrale asiater er tæt knyttet til hinanden. De kan tydeligt adskilles fra afrikanere syd for Sahara eller østasiatiske befolkninger.

## Begrebets oprindelse
Begrebet "den kaukaside race" blev skabt af den tyske filosof Christoph Meiners i hans Grundriß der Geschichte der Menschheit (1785).